# Campionati del mondo di ciclismo su pista 2010 - Velocità a squadre femminile
La velocità a squadre femminile è stato uno dei nove eventi femminili tenutisi ai Campionati del mondo di ciclismo su pista 2010 di Ballerup, in Danimarca. La selezione australiana, composta da Kaarle McCulloch e Anna Meares, ha vinto la medaglia d'oro battendo in finale la Cina.
La gara ha visto la partecipazione di 12 squadre per un totale di 24 atlete. La fase di qualificazione e la finale sono state disputate entrambe il 25 marzo 2010.

## Risultati

### Qualificazioni
| Manche | Paese         | Ciclisti                              | Tempo  | Pos. | Note |
| ------ | ------------- | ------------------------------------- | ------ | ---- | ---- |
| 1      | Germania      | Kristina Vogel Miriam Welte           | 33"604 | 6    |      |
| 1      | Thailandia    | Jutatip Maneephan Chanakan Sricha-um  | 37"325 | 12   |      |
| 2      | Hong Kong     | Lee Wai Sze Meng Zhao Juan            | 35"252 | 10   |      |
| 2      | Polonia       | Renata Dąbrowska Aleksandra Drejgier  | 35"058 | 9    |      |
| 3      | Francia       | Sandie Clair Clara Sanchez            | 33"490 | 5    |      |
| 3      | Grecia        | Eleni Klapanara Angeliki Koutsonikoli | 36"008 | 11   |      |
| 4      | Cina          | Gong Jinjie Lin Junhong               | 33"244 | 2    | Q    |
| 4      | Russia        | Viktorija Baranova Ol'ga Strel'cova   | 34"269 | 8    |      |
| 5      | Gran Bretagna | Victoria Pendleton Jessica Varnish    | 33"383 | 4    | Q    |
| 5      | Lituania      | Gintarė Gaivenytė Simona Krupeckaitė  | 33"261 | 3    | Q    |
| 6      | Australia     | Kaarle McCulloch Anna Meares          | 33"037 | 1    | Q    |
| 6      | Paesi Bassi   | Yvonne Hijgenaar Willy Kanis          | 33"672 | 7    |      |

### Finali
Australia e Cina, le due classificate con il miglior tempo nelle qualificazioni, si affrontano direttamente per la medaglia d'oro; Lituania e Gran Bretagna, rispettivamente terza e quarta, per il bronzo.

#### Gara per l'oro
| Posiz | Paese     | Tempo  |
| ----- | --------- | ------ |
| 1     | Australia | 32"923 |
| 2     | Cina      | 33"192 |

#### Gara per il bronzo
| Posiz | Paese         | Tempo  |
| ----- | ------------- | ------ |
| 3     | Lituania      | 33"109 |
| 4     | Gran Bretagna | 33"593 |